# Circondario di Bisenti
Il circondario di Bisenti fu una circoscrizione amministrativa di terzo livello del Regno di Napoli e, quindi, del Regno delle Due Sicilie. Il circondario era subordinato al distretto di Penne, ente amministrativo di secondo livello, a sua volta incluso nella provincia di Abruzzo Ulteriore Primo, unità amministrativa di primo livello. Il capoluogo del circondario era fissato in Bisenti, mentre i comuni dei quali la circoscrizione si componeva erano, in totale, sette.

## Origini
Bisenti, già nei secoli antichi, fu sede bajulare o giudiziaria con competenza anche dei limitrofi castelli. Le attribuzioni dei bajuli, in seguito, furono assunte dai governatori, con decreto di Carlo di Borbone, nel 1738.

## Istituzione

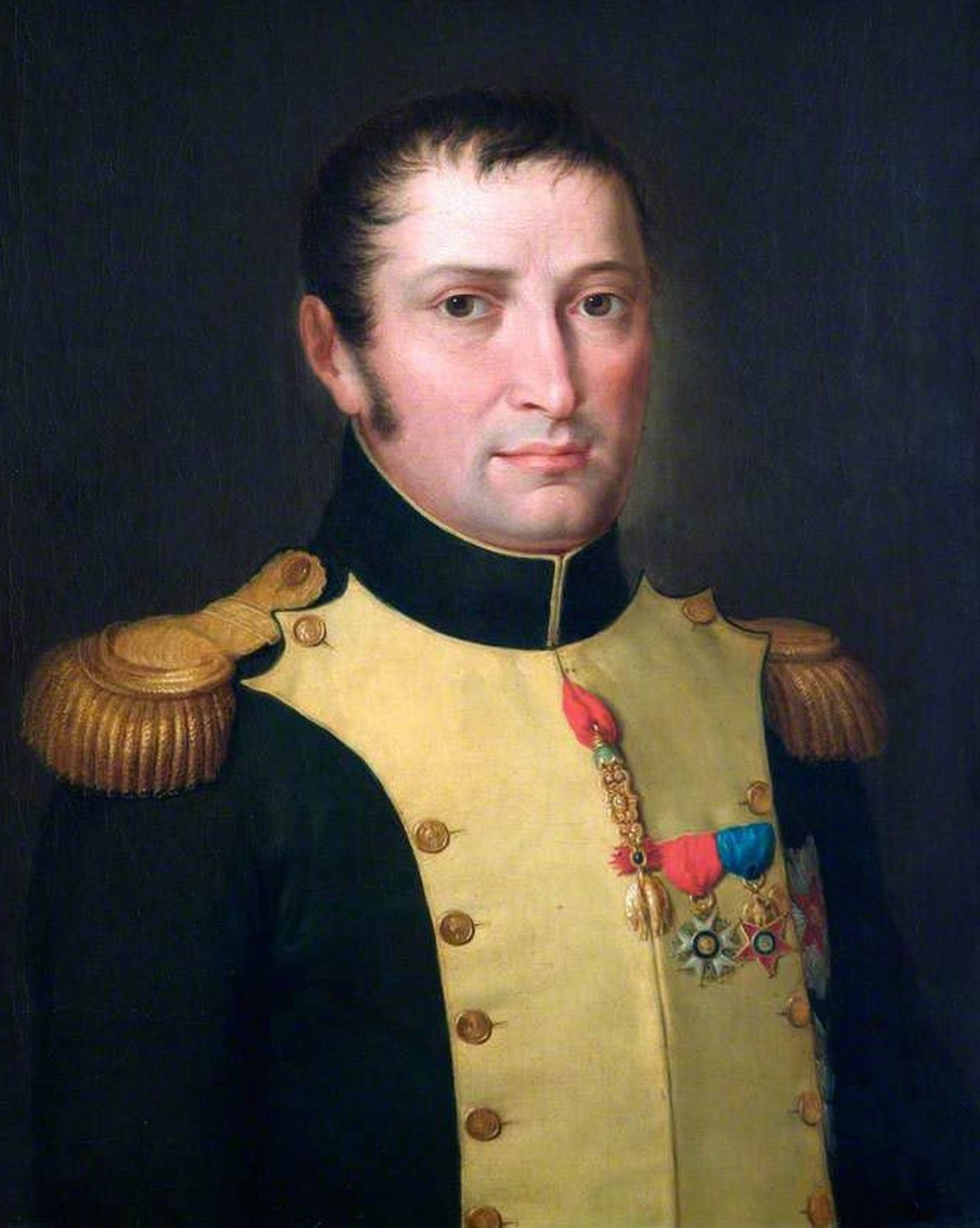
Giuseppe Bonaparte

Con la legge 132 Sulla divisione e amministrazione delle province del Regno, varata l'8 agosto del 1806 da Giuseppe Bonaparte, fu avviata la riforma amministrativa del Regno di Napoli. La struttura dello Stato fu organizzata su 4 livelli: la provincia costituiva il livello più alto ed era, quindi, successiva solo al governo centrale, a sua volta essa era composta da distretti; questi ultimi, poi, erano suddivisi in circondari, i quali si componevano dei comuni, che rappresentano l'unità di base della struttura politico-amministrativa dello Stato moderno. Ai comuni, infine, potevano far capo centri minori (o, in taluni casi, centri a carattere prevalentemente rurale) privi di autonomia municipale e, per questo, amministrativamente aggregati a un comune. Da ciò, il centro senza autorità comunale era definito riunito o unito. Generalmente, gli uniti erano detti "villaggi" o, in alcune province, "borghi". In Calabria citeriore, invece, erano detti "rioni", in Abruzzo, venivano indicati come  "ville", nella Provincia di Napoli e nel Principato citeriore, assumevano la denominazione di "casali".

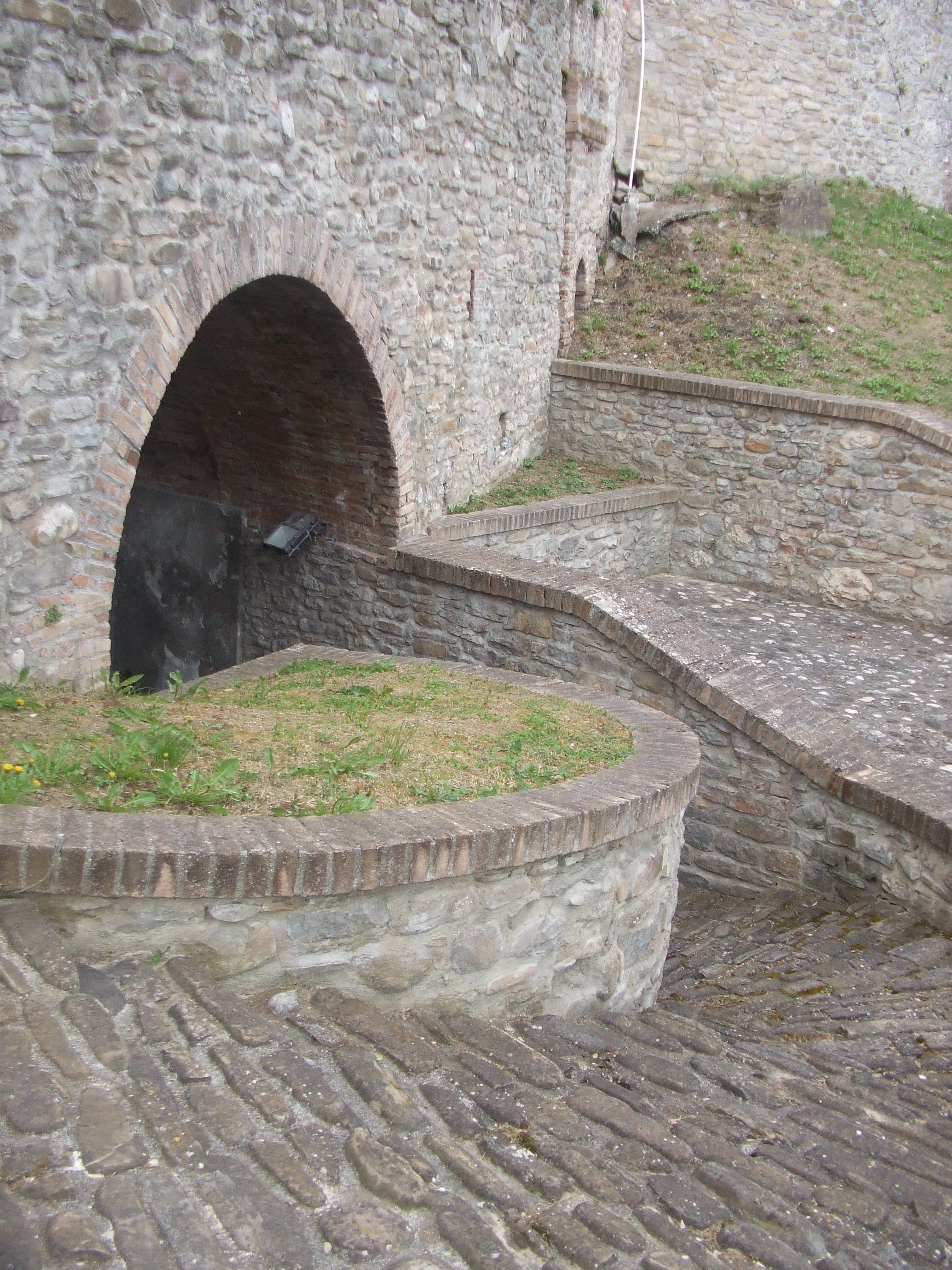
Bisenti, "La fonda vicchie"

Il terzo livello amministrativo dello stato, dunque, era rappresentato dai circondari, definiti anche giudicati di pace o governi. Con la loro istituzione veniva stabilito un ben definito sistema circoscrizionale, nell'ambito dell'amministrazione della giustizia. Il circondario, infatti, delimitava un ambito territoriale che abbracciava, generalmente, uno o più comuni, tra i quali veniva individuato un capoluogo. Facevano eccezione, però, le grandi città: queste, vista la vastità del territorio, erano frazionate in due o più circondari, che includevano uno o più quartieri.
La scelta di Bisenti come capoluogo di circondario venne sancita con la legge 14 Per la circoscrizione dei governi del Regno, varata il 19 gennaio 1807. Successivamente, con legge del 29 maggio 1817, furono regolamentate le figure dei giudici di circondario e dei loro supplenti. La sede del circondario venne fissata, dapprima, nella casa della corte, per essere, poi, trasferita nel "palazzo D'Ambrosio".

## Funzioni
Le funzioni del circondario riguardavano esclusivamente l'amministrazione della giustizia: tali funzioni giudiziarie erano affidate al giudice di circondario. Questo magistrato, che risiedeva nel comune capoluogo di circondario, era eletto dal sovrano e aveva competenza in materia civile e penale. Inoltre, dove erano assenti i commissariati di polizia, al giudice di circondario era affidata anche la polizia ordinaria e giudiziaria.

## Composizione del circondario

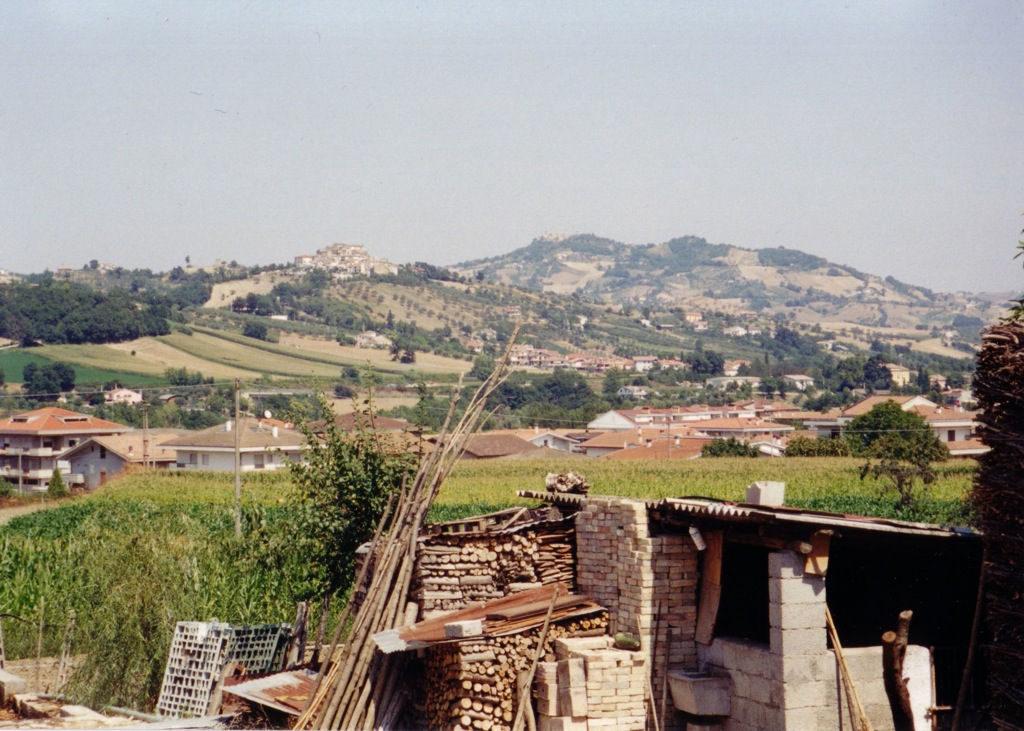
Basciano, veduta

All'atto della sua istituzione, nel circondario di Bisenti furono inclusi cinque comuni: Bisenti (il comune capoluogo, dal quale traeva denominazione l'intero circondario), Castiglione Messer Raimondo, Cermignano, Penna Sant'Andrea e Basciano, nonché diverse ville, ovvero centri privi di autonomia aggregati, perciò, ai comuni; di essi, la legge 14 del 19 gennaio 1807 cita Appignano, Poggio delle Rose e Castagna. Nel 1811, con decreto n. 916 del 28 febbraio Perché i Comuni riuniti appartengano ad un medesimo circondario di pace, fu disposta una prima riorganizzazione dei circondari del Regno, in base alla quale i centri privi di autonomia amministrativa dovessero rientrare nel circondario all'interno del quale era incluso il comune dai cui essi dipendevano. Con il decreto n. 922 del 4 maggio 1811 Per la nuova circoscrizione delle quattordici provincie del Regno di Napoli, veniva stabilito il riassetto della suddivisione amministrativa dello Stato e veniva confermata, quindi, l'inclusione, all'interno del circondario di Bisenti, dalla villa di Bacucco, che, pur essendo amministrativamente aggregata al comune di Bisenti, era stata originariamente inclusa nel circondario di Penne.

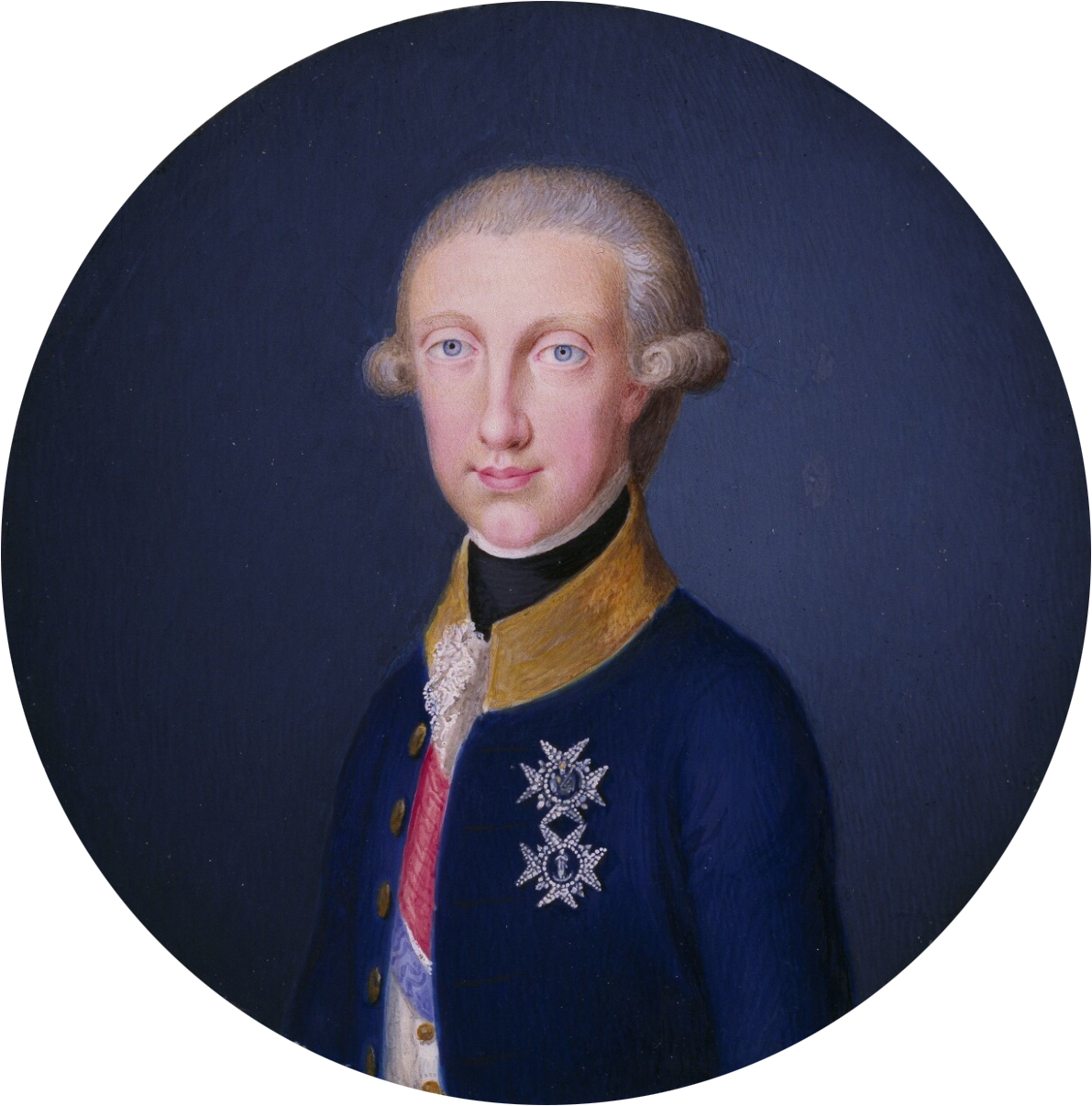
Francesco I delle Due Sicilie

Veniva in questo modo fissata quella che sarebbe stata la definitiva composizione del circondario bisentino, che negli anni successivi non subì ulteriori variazioni territoriali. Dal punto di vista amministrativo, però, si ebbero due importanti modificazioni: Bacucco, che era aggregata a Bisenti, e Castagna, che era aggregata a Basciano, furono erette a comuni autonomi. Infatti, la legge 360 del 1º maggio 1816 Portante la circoscrizione amministrativa delle provincie del Regno di Napoli, nel definire il nuovo assetto territoriale e amministrativo dello Stato, apportando alcune variazioni al precedente assetto fissato durante il decennio francese, che, comunque, non veniva snaturato, riportò il nuovo schema della suddivisione amministrativa del Regno, che stabiliva l'elevazione di Castagna a comune autonomo. Anni più tardi, invece, con il decreto n. 2779 dell'11 gennaio 1830 Col quale il comune di Bacucco vien separato in amministrazione da quello di Bisenti, il sovrano Francesco I concesse, accogliendo le richieste avanzate dalla comunità di Bacucco, l'autonomia amministrativa al centro abruzzese, che fu elevato al rango di comune.
| Circondario di Bisenti Composizione dopo il 1830 | |
| Comuni                                           | Ville |
| Bisenti                                          | |
| Bacucco                                          | |
| Basciano                                         | Villa Barnabeo, Villa del Colle, Villa Frio, Villa Ginestra, Villa Guidotti, Villa Marone, Villa Petronilla, Villa San Marano, Villa Sant'Agostino, Villa Santa Maria |
| Castagna                                         | Villa Castagna Vecchia, Villa Ronzano, Villa Salsa |
| Castiglione Messer Raimondo                      | Appignano |
| Cermignano                                       | Montegualtieri, Villa Poggio delle Rose |
| Penna Sant'Andrea                                | Villa Capsano |

## Soppressione
In seguito agli eventi del 1860-61, che comportarono l'annessione del Regno delle Due Sicilie ai domini sabaudi e la successiva proclamazione del Regno d'Italia, l'ordinamento piemontese fu esteso anche alle province meridionali: il circondario bisentino fu soppresso e, in applicazione del decreto Rattazzi, venne sostituito dal mandamento di Bisenti, che ne ereditò funzioni e territorio. Allo stesso tempo, il distretto di Penne - nel quale il circondario di Bisenti era incluso - veniva abolito e rinominato in circondario di Penne. Nel 1923, i mandamenti furono soppressi e, nel 1926, il circondario di Penne fu abolito e il suo territorio fu accorpato al circondario di Teramo. Nel 1927, poi, tutti i circondari del Regno d'Italia furono soppressi: contestualmente alla cancellazione del circondario di Teramo, il regime fascista istituì la provincia di Pescara, nella quale confluirono, oltre ad alcuni comuni del chietino, tutti i comuni dell'antico distretto di Penne, fatta eccezione per i comuni appartenuti all'ex circondario di Bisenti, che rimasero alla provincia di Teramo.